# Sara Susuri
Sara Susuri (* 9. September 2004) ist eine kosovarische Leichtathletin, die sich auf den Sprint spezialisiert hat. Aktuell ist sie Inhaberin des Landesrekordes im 100-Meter-Lauf.

## Sportliche Laufbahn
Erste internationale Erfahrungen sammelte Sara Susuri im Jahr 2020, als sie bei den U20-Balkan-Meisterschaften in Istanbul mit 12,66 s in der Vorrunde im 100-Meter-Lauf ausschied und mit der kosovarischen 4-mal-100- und 4-mal-400-Meter-Staffel jeweils den fünften Platz belegte. Im Jahr darauf schied sie bei den U20-Balkan-Hallenmeisterschaften in Sofia mit 8,08 s im Vorlauf über 60 Meter aus und im Juni kam sie bei den U20-Balkan-Meisterschaften in Istanbul mit 12,75 s ebenfalls nicht über den Vorlauf über 100 Meter hinaus. 2022 schied sie bei den U20-Balkan-Hallenmeisterschaften in Belgrad mit 8,15 s in der Vorrunde über 60 Meter aus und im Juli kam sie bei den U20-Balkan-Meisterschaften in Denizli in der Vorrunde im 200-Meter-Lauf nicht ins Ziel. Anschließend belegte sie bei den U23-Mittelmeer-Meisterschaften in Pescara in 25,88 s den fünften Platz über 200 Meter. Im Jahr darauf wurde sie bei der 3. Liga der Team-Europameisterschaft im Rahmen der Europaspiele in Chorzów in 12,03 s Erste im B-Lauf über 100 Meter und stellte damit einen neuen kosovarischen Landesrekord auf. Zudem wurde sie in 25,00 s Zweite im B-Lauf über 200 Meter. Anschließend schied sie bei den U20-Europameisterschaften in Jerusalem mit 25,01 s in der ersten Runde über 200 Meter aus. 2024 kam sie bei den Balkan-Hallenmeisterschaften in Istanbul mit 7,93 s nicht über den Vorlauf über 60 Meter hinaus und im Mai kam sie bei den Balkan-Meisterschaften in Izmir über 100 Meter nicht ins Ziel.

## Persönliche Bestleistungen
- 100 Meter: 12,00 s (+1,0 m/s), 20. Juni 2023 in Chorzów (kosovarischer Rekord)
  - 60 Meter (Halle): 7,93 s, 10. Februar 2024 in Istanbul
- 200 Meter: 25,00 s (+0,8 m/s), 22. Juni 2023 in Chorzów